# Ryfylketunnelen
Ryfylketunnelen er en undersøisk tunnel på riksvei 13 mellem Nord-Jæren og Ryfylke under Horgefjorden i Rogaland fylke i Norge. Tunnelen er en del af Ryfast-projektet. Den er 14,4 km lang og 291 meter under havets overflade og er verdens længste og dybeste undersøiske vejtunnel frem til Boknafjordtunnelen forventes at åbne i 2033.
Tunnelen er dimensioneret for 10.000 køretøjer pr. døgn og er bygget med to løb og i alt fire kørebaner. På grund af den store længde er der behov for ventilation, så der er anlagt en  ventilationsskakt på øen Hidle. Mundingen på Ryfylke-siden er omkring 1 km nord for Solbakk i Strand kommune. På «bysiden» kommer Ryfylketunnelen op  på Hundvåg i Stavanger kommune. Bygningen blev påbegyndt i 2013, og tunnelen åbnede 30. december 2019. Der blev holdt et halvmaratonløb i tunnelen den 5. oktober 2019.
Brug af tunnelen skal koste 140 kroner i bompenge for køretøj i takstgruppe 1 (lette køretøjer) fra marts 2020, elbiler skal betale 56 kr. Takstgruppe 2 skal betale 420 kr.